# Elberndorfer Bach
Der Elberndorfer Bach ist ein etwa 9 km langer, westlicher und orographisch linker Zufluss der Eder bei Erndtebrück im Kreis Siegen-Wittgenstein in Nordrhein-Westfalen.

## Geographie

### Verlauf
Der Elberndorfer Bach entspringt im Südwesten des Rothaargebirges im Naturpark Sauerland-Rothaargebirge. Seine Quelle liegt in der Gemarkung des Hilchenbacher Ortsteils Oberndorf auf dem Westhang des Bergs Riemen (677,7 m ü. NHN) auf etwa 644 m Höhe. Vor Ort liegt eine Waldwegstelle auf 643,7 m Höhe.
Nach einem Anfangsstück in südlicher Fließrichtung wendet sich der Elberndorfer Bach nach Südosten und durchfließt fortan ein Waldgebiet, in dem er unter anderem an einer Furt den Rothaarsteig unterquert. Nach einiger Zeit öffnet sich der Wald, und er fließt durch ein offenes Wiesental. Von dort verläuft er weiter, teils durch Wald, teils durch Wiesenlandschaften, und macht nach mehreren Kilometern Fließstrecke einen Bogen Richtung Ostnordosten. Während der nächsten Kilometer nimmt er noch einige Zuflüsse von links auf.
Schließlich mündet der Elberndorfer Bach etwa 1,5 km nordnordöstlich von Erndtebrück auf etwa 466 m Höhe von links in den dort von Südsüdwesten kommenden Fulda-Zufluss Eder.

### Einzugsgebiet und Zuflüsse
Das Einzugsgebiet des Elberndorfer Bachs ist 10,733 km² groß und überwiegend bewaldet. In seinem Verlauf nimmt er von den umliegenden Hängen zahlreiche namenlose Zuflüsse auf.